# Neoserica borneensis
Neoserica borneensis är en skalbaggsart som beskrevs av Brenske 1899. Neoserica borneensis ingår i släktet Neoserica och familjen Melolonthidae. Inga underarter finns listade i Catalogue of Life.